# موريس (سردينيا)
موريس، (بالإنجليزية: Mores)‏، (سردينيا: Mòres)، هي بلدية في مقاطعة ساساري في منطقة سردينيا الإيطالية، وتقع على بعد حوالي 150 كم (93 ميل) إلى الشمال من كالياري، وحوالي 30 كم (19 ميل) جنوب شرق ساساري. 

## السكان
في سنة 1861 بلغ عدد السكان 2٬370 نسمة، وتطور العدد ليصل في سنة 2011 لـ 1٬945 نسمة.
يظهر هذا المخطط البياني تطور النمو السكاني لـ موريس (سردينيا)

## توأمة
لموريس (سردينيا) اتفاقيات توأمة مع:
- سانتا غيوليتا